# Liste der Kulturdenkmäler in Pillig
In der Liste der Kulturdenkmäler in Pillig sind alle Kulturdenkmäler der rheinland-pfälzischen Ortsgemeinde Pillig aufgeführt. Grundlage ist die Denkmalliste des Landes Rheinland-Pfalz (Stand: 27. Oktober 2023).

## Einzeldenkmäler
| Bezeichnung                        | Lage                                    | Baujahr         | Beschreibung                                                                                     | Bild                                    |
| ---------------------------------- | --------------------------------------- | --------------- | ------------------------------------------------------------------------------------------------ | --------------------------------------- |
| Brunnen                            | Eltztalstraße, bei Nr. 3 Lage           |                 | Schwengelpumpe                                                                                   | BW                                      |
| Friedhofskreuz                     | Eltztalstraße, auf dem Friedhof Lage    | 180[x]          | Friedhofskreuz, bezeichnet 180[x]                                                                | BW                                      |
| Kindergarten                       | Hauptstraße 19 Lage                     | 1910            | ehemalige Schule; Basaltbruchsteinbau, teilweise verputzt, Walmdach, 1910                        | BW                                      |
| Brunnen                            | Hauptstraße, Ecke Pyrmonter Straße Lage | 1742            | Brunnenanlage, Basalt, 1742                                                                      | BW                                      |
| Brunnen                            | Pyrmonter Straße                        | 1663            | Brunnen, bezeichnet 1663                                                                         | Direkt Bild zu diesem Denkmal hochladen |
| Katholische Pfarrkirche St. Firmin | Pyrmonter Straße Lage                   | 1772            | spätgotischer Turm, Teile der Turmnordwand noch spätromanisch, barocker Saalbau, bezeichnet 1772 | weitere Bilder Fotos hochladen          |
| Kriegerdenkmal                     | Pyrmonter Straße, bei der Kirche Lage   | um 1920         | Kriegerdenkmal, Engel                                                                            | BW                                      |
| Wegekreuze                         | Pyrmonter Straße, neben der Kirche Lage | 1665 und 1682   | Wegekreuz, bezeichnet 1665; Wegekreuz, Nischentyp, bezeichnet 1682                               | BW                                      |
| Hofanlage                          | Pyrmonter Straße 20 Lage                | 20. Jahrhundert | Hofanlage; dreigeschossiger Bruchsteinbau, Krüppelwalmdach, 20. Jahrhundert                      | BW                                      |
| Kapelle                            | am westlichen Ortseingang Lage          | 19. Jahrhundert | Kapelle, Bruchsteinbau, 19. Jahrhundert                                                          | Fotos hochladen                         |
| Wegekreuz                          | nördlich des Ortes                      | 1684            | Wegekreuz, bezeichnet 1684                                                                       | Direkt Bild zu diesem Denkmal hochladen |
| Löffelmühle                        | südwestlich des Ortes Lage              | 1432            | Hofreite; Bruchsteinbau, bezeichnet 1432 (?); Gesamtanlage mit Kapelle und Brücke                | BW                                      |
| Kalvarienberg                      | westlich des Ortes an der K 35 Lage     | 1652            | Kalvarienberg, bezeichnet 1652                                                                   | BW                                      |